# Heradion luctator
Heradion luctator là một loài nhện trong họ Zodariidae.
Loài này thuộc chi Heradion. Heradion luctator được Pakawin Dankittipakul & Rudy Jocqué miêu tả năm 2004.